# 오버 더 톱 (영화)
《오버 더 톱》(영어: Over the Top)은 미국에서 제작된 1987년 스포츠 드라마 영화이다. 메나헴 골란이 연출, 제작하였고, 실베스터 스탤론이 공동 각본을 쓰고 주연을 맡았다.

## 출연
- 실베스터 스탤론
- 로버트 로자
- 수전 브레이클리
- 데이비드 멘던홀
- 테리 펑크

## 기타 제작자
- 협력 제작: 토니 머나포
- 배역: 론 서마
- 미술: 제임스 L. 쇼피

## 우리말 녹음
KBS 성우진 (1993년 6월 19일)
- 이정구 - 호크 (실베스터 스탤론)
- 이완호
- 최수민
- 노민
- 조동희
- 성병숙
- 정동열
- 윤기황
- 신흥철
- 김준
- 장승길
- 김익태
- 김태웅
- 박수옥
- 김옥경
- 강수진
- 송덕희
- 홍승섭